# Wendy Mulder
Wendy Mulder (Rotterdam, 8 januari 1992) is een Nederlands voetballer die sinds de zomer van 2009 uitkomt voor sc Heerenveen in de Eredivisie Vrouwen.

## Carrière
Mulder begon op haar zesde met voetbal bij DRL Rotterdam. Eerst speelde ze in meisjeselftallen, maar op aanraden van de KNVB stapte ze in de D's over naar de jongens. In 2008 nam Mulder het besluit om deel te nemen aan het HvA-project van de KNVB. Dit deed ze één jaar, waarna ze bij sc Heerenveen een kans kreeg. In seizoen 2009/10 speelde ze twaalf keer voor de club, waarvan elf invalbeurten.

## Statistieken
| Seizoen | Club          | Land      | Competitie | Wedstrijden | Doelpunten |
| ------- | ------------- | --------- | ---------- | ----------- | ---------- |
| 2009/10 | sc Heerenveen | Nederland | Eredivisie | 12          | 0          |
| 2010/11 | sc Heerenveen | Nederland | Eredivisie | 14          | 1          |
| 2011/12 | sc Heerenveen | Nederland | Eredivisie | 18          | 2          |
| Totaal  | Totaal        | Totaal    | Totaal     | 44          | 3          |

Laatste update 14 mei 2012 13:58 (CEST)
1 Resink ·
3 Meijer ·
4 Smits ·
5 Teijema ·
6 Schouwstra ·
8 De Haas ·
9 Maatman ·
10 Van Beijeren ·
11 Iedema ·
12 Appelmann ·
13 Van Rheenen ·
14 Van Vilsteren ·
15 Macleane ·
15 Brouwer ·
16 Nassette ·
17 Udink ·
18 Kerkhof ·
20 Stockmar ·
21 Maass ·
22 Thurkow ·
24 Werther ·
25 Zwart ·
25 Speek ·
30 Faber ·
32 Van der Velde ·
36 Biegbudu ·
38 Hiemstra ·
Coach: Tarvajärvi